# BNP Paribas Open 2023
BNP Paribas Open 2023, známý jako Indian Wells Masters 2023, byl společný tenisový turnaj mužského okruhu ATP Tour a ženského okruhu WTA Tour, hraný v areálu Indian Wells Tennis Garden na otevřených dvorcích s tvrdým povrchem Plexipave. Čtyřicátý sedmý ročník mužského a třicátý čtvrtý ženského Indian Wells Masters probíhal mezi 8. až 19. březnem 2023 v kalifornském Indian Wells.
Mužská polovina dotovaná 10 143 750 dolary patřila do kategorie okruhu ATP Tour Masters 1000. Ženská část s rozpočtem 8 800 000 dolarů byla součástí kategorie WTA 1000. Celkové odměny dosáhly výše 17,6 milionu dolarů, znamenající meziroční nárůst o 5,27 %. Nejvýše nasazenými singlisty se staly mužská světová dvojka Carlos Alcaraz ze Španělska a ženská jednička Iga Świąteková z Polska. Jako poslední přímí účastníci do dvouher nastoupili 86. hráč žebříčku Michael Mmoh ze Spojených států a 73. žena klasifikace Alison Van Uytvancková z Belgie. V důsledku invaze Ruska na Ukrajinu řídící organizace tenisu ATP, WTA a ITF s grandslamy Australian Open, French Open, Wimbledonem a US Open 1. března 2022 rozhodly, že ruští a běloruští tenisté mohli dále na okruzích startovat, ale do odvolání nikoli pod vlajkami Ruska a Běloruska.
Osmý singlový titul na okruhu ATP Tour a třetí v sérii Masters vybojoval Carlos Alcaraz,  který se v 19 letech stal nejmladším vítězem obou částí Sunshine doublu v Indian Wells a Miami. Díky triumfu se vrátil do čela světové klasifikace na úkor Djokoviće. Čtvrtou trofej z dvouhry okruhu WTA Tour a první v kategorii WTA 1000 vyhrála 23letá Kazachstánka Jelena Rybakinová, která jako první v Indian Wells porazila světovou jedničku i dvojku během jednoho ročníku. V následném vydání žebříčku se posunula na nové kariérní maximum, 7. příčku.
Mužký debl vyhrála indicko-australská dvojice Rohan Bopanna a Matthew Ebden, která si připsala druhý společný triumf. Indický veterán Bopanna oslavil 43. narozeniny v březnu 2023. Stal se tak vůbec nejstarším vítězem Mastersu. Ženskou čtyřhru ovládl první světový pár Barbora Krejčíková a Kateřina Siniaková, jehož členky si odvezly patnáctou společnou trofej a v probíhající sezóně udržely neporazitelnost.

## Rozdělení bodů a finančních odměn

### Rozdělení bodů
| Soutěž       | Soutěž       | vítězové | finalisté | semifinalisté | čtvrtfinalisté | 16 v kole | 32 v kole | 64 v kole | 96 v kole | Q  | Q2 | Q1 |
| ------------ | ------------ | -------- | --------- | ------------- | -------------- | --------- | --------- | --------- | --------- | -- | -- | -- |
| dvouhra mužů | [ 2 ] [ 13 ] | 1000     | 600       | 360           | 180            | 90        | 45        | 25        | 10        | 16 | 8  | 0  |
| čtyřhra mužů | [ 14 ]       | 1000     | 600       | 360           | 180            | 90        | 0         | —         | —         | —  | —  | —  |
| dvouhra žen  | [ 3 ] [ 15 ] | 1000     | 650       | 390           | 215            | 120       | 65        | 35        | 10        | 30 | 20 | 2  |
| čtyřhra žen  | [ 16 ]       | 1000     | 650       | 390           | 215            | 120       | 10        | —         | —         | —  | —  | —  |

### Finanční odměny
| Soutěž                                  | Soutěž       | vítězové    | finalisté | semifinalisté | čtvrtfinalisté | 16 v kole | 32 v kole | 64 v kole | 96 v kole | Q2      | Q1      |
| --------------------------------------- | ------------ | ----------- | --------- | ------------- | -------------- | --------- | --------- | --------- | --------- | ------- | ------- |
| dvouhra mužů                            | [ 2 ] [ 13 ] | 1 262 220 $ | 662 360 $ | 352 635 $     | 184 465 $      | 96 955 $  | 55 770 $  | 30 885 $  | 18 660 $  | 9 440 $ | 5 150 $ |
| dvouhra žen                             | [ 3 ] [ 15 ] | 1 262 220 $ | 662 360 $ | 352 635 $     | 184 465 $      | 96 955 $  | 55 770 $  | 30 885 $  | 18 660 $  | 9 440 $ | 5 150 $ |
| čtyřhra mužů                            | [ 14 ]       | 436 730 $   | 231 660 $ | 123 550 $     | 62 630 $       | 33 460 $  | 18 020 $  | —         | —         | —       | —       |
| čtyřhra žen                             | [ 16 ]       | 436 730 $   | 231 660 $ | 123 550 $     | 62 630 $       | 33 460 $  | 18 020 $  | —         | —         | —       | —       |
| ve čtyřhrách jsou částky uvedeny na pár |              |             |           |               |                |           |           |           |           |         |         |

## Dvouhra mužů

### Nasazení
| Stát                          | Hráč                        | ATP | Nasazení |
| ----------------------------- | --------------------------- | --- | -------- |
| Španělsko                     | Carlos Alcaraz              | 2.  | 1.       |
| Řecko                         | Stefanos Tsitsipas          | 3.  | 2.       |
| Norsko                        | Casper Ruud                 | 4.  | 3.       |
| USA                           | Taylor Fritz                | 5.  | 4.       |
|                               | Daniil Medveděv             | 6.  | 5.       |
|                               | Andrej Rubljov              | 7.  | 6.       |
| Dánsko                        | Holger Rune                 | 8.  | 7        |
| Kanada                        | Félix Auger-Aliassime       | 10. | 8.       |
| Polsko                        | Hubert Hurkacz              | 11. | 9.       |
| Spojené království            | Cameron Norrie              | 12. | 10.      |
| Itálie                        | Jannik Sinner               | 13. | 11.      |
| Německo                       | Alexander Zverev            | 14. | 12.      |
|                               | Karen Chačanov              | 15. | 13.      |
| USA                           | Frances Tiafoe              | 16. | 14.      |
| Španělsko                     | Pablo Carreño Busta         | 17. | 15.      |
| Austrálie                     | Alex de Minaur              | 18. | 16.      |
| USA                           | Tommy Paul                  | 19. | 17.      |
| Chorvatsko                    | Borna Ćorić                 | 20. | 18.      |
| Itálie                        | Lorenzo Musetti             | 21. | 19.      |
| Itálie                        | Matteo Berrettini           | 23. | 20.      |
| Bulharsko                     | Grigor Dimitrov             | 25. | 21       |
| Španělsko                     | Roberto Bautista Agut       | 27. | 22.      |
| Španělsko                     | Alejandro Davidovich Fokina | 28. | 23.      |
| Spojené království            | Daniel Evans                | 29. | 24.      |
| Kanada                        | Denis Shapovalov            | 30. | 25.      |
| Srbsko                        | Miomir Kecmanović           | 31. | 26.      |
| Argentina                     | Francisco Cerúndolo         | 32. | 27.      |
| Nizozemsko                    | Botic van de Zandschulp     | 33. | 28.      |
| Japonsko                      | Jošihito Nišioka            | 34. | 29.      |
| Argentina                     | Sebastián Báez              | 35. | 30.      |
| Nizozemsko                    | Tallon Griekspoor           | 36. | 31.      |
| USA                           | Maxime Cressy               | 37. |          |
| Žebříček ATP k 6. březnu 2023 |                             |     |          |

### Jiné formy účasti

#### Divoké karty
- Brandon Holt
- Aleksandar Kovacevic
- Jack Sock
- Dominic Thiem
- Wu I-ping

#### Žebříčková ochrana
- Gaël Monfils
- Guido Pella
- Stan Wawrinka

#### Kvalifikanti
Podrobnější informace naleznete v článkové sekci Kvalifikace.
- Čang Č’-čen
- Taró Daniel
- Cristian Garín
- Borna Gojo
- Rinky Hijikata
- Thanasi Kokkinakis
- Maximilian Marterer
- Leandro Riedi
- Jan-Lennard Struff
- Alejandro Tabilo
- Aleksandar Vukic
- Wu Tchung-lin

#### Šťastní poražení
- Radu Albot
- Alexei Popyrin

### Odhlášení
před zahájením turnaje
- Benjamin Bonzi → nahradil jej  Oscar Otte
- Jenson Brooksby → nahradil jej  Ugo Humbert
- Marin Čilić → nahradil jej  Tomás Martín Etcheverry
- Novak Djoković → nahradil jej  Nikoloz Basilašvili
- Kyle Edmund → nahradil jej   Roman Safiullin
- David Goffin → nahradil jej  Jason Kubler
- Sebastian Korda → nahradil jej  Thiago Monteiro
- Kwon Sun-u → nahradil jej  Michael Mmoh
- Nick Kyrgios → nahradil jej  Roberto Carballés Baena
- Corentin Moutet → nahradil jej  Daniel Elahi Galán
- Rafael Nadal → nahradil jej  Jordan Thompson
- Reilly Opelka → nahradil jej  Bernabé Zapata Miralles

v průběhu turnaje
- Pablo Carreño Busta → nahradil jej  Radu Albot

## Mužská čtyřhra

### Nasazení
| Stát                                                                                   | Hráč                 | Stát               | Hráč              | ATP | Nasazení |
| -------------------------------------------------------------------------------------- | -------------------- | ------------------ | ----------------- | --- | -------- |
| Nizozemsko                                                                             | Wesley Koolhof       | Spojené království | Neal Skupski      | 2.  | 1.       |
| USA                                                                                    | Rajeev Ram           | Spojené království | Joe Salisbury     | 7.  | 2.       |
| Salvador                                                                               | Marcelo Arévalo      | Nizozemsko         | Jean-Julien Rojer | 12. | 3.       |
| Chorvatsko                                                                             | Nikola Mektić        | Chorvatsko         | Mate Pavić        | 13. | 4.       |
| Spojené království                                                                     | Lloyd Glasspool      | Finsko             | Harri Heliövaara  | 23. | 5.       |
| Španělsko                                                                              | Marcel Granollers    | Argentina          | Horacio Zeballos  | 29. | 6.       |
| Monako                                                                                 | Hugo Nys             | Polsko             | Jan Zieliński     | 33. | 7.       |
| Kolumbie                                                                               | Juan Sebastián Cabal | Kolumbie           | Robert Farah      | 47. | 8.       |
| Žebříček ATP k 6. březnu 2023; číslo je součtem žebříčkového postavení obou členů páru |                      |                    |                   |     |          |

### Jiné formy účasti

#### Divoké karty
- Marcos Giron /  J. J. Wolf
- Nathaniel Lammons /  Jackson Withrow
- Jannik Sinner  /  Lorenzo Sonego

#### Žebříčková ochrana
- Casper Ruud /  Dominic Thiem
- Frances Tiafoe /  Stan Wawrinka

### Odhlášení
před zahájením turnaje
- Félix Auger-Aliassime /  Sebastian Korda → nahradili je  Félix Auger-Aliassime /  Denis Shapovalov
- Ivan Dodig /  Austin Krajicek → nahradili je  Austin Krajicek /  Mackenzie McDonald

## Ženská dvouhra

### Nasazení
| Stát                          | Hráčka                   | WTA | Nasazení |
| ----------------------------- | ------------------------ | --- | -------- |
| Polsko                        | Iga Świąteková           | 1.  | 1.       |
|                               | Aryna Sabalenková        | 2.  | 2.       |
| USA                           | Jessica Pegulaová        | 3.  | 3.       |
| Tunisko                       | Ons Džabúrová            | 4.  | 4.       |
| Francie                       | Caroline Garciaová       | 5.  | 5.       |
| USA                           | Coco Gauffová            | 6.  | 6.       |
| Řecko                         | Maria Sakkariová         | 7.  | 7.       |
|                               | Darja Kasatkinová        | 8.  | 8.       |
| Švýcarsko                     | Belinda Bencicová        | 9.  | 9.       |
| Kazachstán                    | Jelena Rybakinová        | 10. | 10.      |
|                               | Veronika Kuděrmetovová   | 11. | 11.      |
|                               | Ljudmila Samsonovová     | 12. | 12.      |
| Brazílie                      | Beatriz Haddad Maiová    | 13. | 13.      |
|                               | Viktoria Azarenková      | 14. | 14.      |
| Česko                         | Petra Kvitová            | 15. | 15.      |
| Česko                         | Barbora Krejčíková       | 16. | 16.      |
| Česko                         | Karolína Plíšková        | 17. | 17.      |
|                               | Jekatěrina Alexandrovová | 18. | 18.      |
| USA                           | Madison Keysová          | 20. | 19.      |
| Polsko                        | Magda Linetteová         | 21. | 20.      |
| Španělsko                     | Paula Badosová           | 22. | 21.      |
| Čína                          | Čang Šuaj                | 27. | 22.      |
| Itálie                        | Martina Trevisanová      | 26. | 23.      |
| Lotyšsko                      | Jeļena Ostapenková       | 25. | 24.      |
| Chorvatsko                    | Petra Martićová          | 30  | 25       |
|                               | Anastasija Potapovová    | 28. | 26.      |
| Ukrajina                      | Anhelina Kalininová      | 29. | 27.      |
| Česko                         | Marie Bouzková           | 32. | 28.      |
| Chorvatsko                    | Donna Vekićová           | 23. | 29.      |
| Kanada                        | Leylah Fernandezová      | 49. | 30.      |
| USA                           | Amanda Anisimovová       | 35. | 31.      |
| Kanada                        | Bianca Andreescuová      | 36. | 32.      |
| Žebříček WTA k 6. březnu 2023 |                          |     |          |

### Jiné formy účasti

#### Divoké karty
- Sofia Keninová
- Ann Liová
- Elizabeth Mandliková
- Caty McNallyová
- Emma Navarrová
- Peyton Stearnsová
- Katie Volynetsová
- Dajana Jastremská

#### Žebříčková ochrana
- Karolína Muchová
- Jevgenija Rodinová
- Markéta Vondroušová

#### Kvalifikantky
Podrobnější informace naleznete v článkové sekci Kvalifikace.
- Kimberly Birrellová
- Ysaline Bonaventureová
- Cristina Bucșová
- Lesja Curenková
- Olga Danilovićová
- Varvara Gračovová
- Ashlyn Kruegerová
- Rebeka Masárová
- Rebecca Petersonová
- Arantxa Rusová
- Laura Siegemundová
- Katie Swanová

#### Šťastné poražené
- Magdalena Fręchová
- Dalma Gálfiová
- Anna Karolína Schmiedlová

### Odhlášení
- Ana Bogdanová → nahradila ji  Emma Raducanuová
- Jaqueline Cristianová → nahradila ji  Anna Karolína Schmiedlová
- Anett Kontaveitová → nahradila ji  Maryna Zanevská
- Camila Osoriová → nahradila ji  Madison Brengleová
- Patricia Maria Țigová → nahradila ji  Nuria Párrizasová Díazová
- Čeng Čchin-wen → nahradila ji  Dalma Gálfiová

## Ženská čtyřhra

### Nasazení
| Stát                                                                                    | Hráčka                      | Stát       | Hráčka             | WTA | Nasazení |
| --------------------------------------------------------------------------------------- | --------------------------- | ---------- | ------------------ | --- | -------- |
| Česko                                                                                   | Barbora Krejčíková          | Česko      | Kateřina Siniaková | 3.  | 1.       |
| USA                                                                                     | Coco Gauffová               | USA        | Jessica Pegulaová  | 8.  | 2.       |
| Ukrajina                                                                                | Ljudmyla Kičenoková         | Lotyšsko   | Jeļena Ostapenková | 18. | 3.       |
| USA                                                                                     | Desirae Krawczyková         | Nizozemsko | Demi Schuursová    | 22. | 4.       |
| Čína                                                                                    | Sü I-fan                    | Čína       | Jang Čao-süan      | 25. | 5.       |
| Austrálie                                                                               | Storm Hunterová             | Belgie     | Elise Mertensová   | 27. | 6.       |
| Mexiko                                                                                  | Giuliana Olmosová           | Čína       | Čang Šuaj          | 31. | 7.       |
| USA                                                                                     | Nicole Melichar-Martinezová | Austrálie  | Ellen Perezová     | 35. | 8.       |
| Žebříček WTA k 6. březnu 2023; číslo je součtem žebříčkového postavení obou členek páru |                             |            |                    |     |          |

### Jiné formy účasti

#### Divoké karty
- Bianca Andreescuová /  Julia Putincevová
- Danielle Collinsová /  Peyton Stearnsová
- Leylah Fernandezová /  Taylor Townsendová

#### Náhradnice
- Belinda Bencicová /  Jil Teichmannová

### Odhlášení
před zahájením turnaje
- Caroline Dolehideová /  Madison Keysová → nahradily je  Belinda Bencicová /  Jil Teichmannová

## Přehled finále

### Mužská dvouhra
- Carlos Alcaraz vs.   Daniil Medveděv, 6–3, 6–2

### Ženská dvouhra
- Jelena Rybakinová vs.   Aryna Sabalenková, 7–6(13–11), 6–4

### Mužská čtyřhra
- Rohan Bopanna /  Matthew Ebden vs.  Wesley Koolhof /  Neal Skupski, 6–3, 2–6, [10–8]

### Ženská čtyřhra
- Barbora Krejčíková /  Kateřina Siniaková vs.  Beatriz Haddad Maiová /  Laura Siegemundová,  6–1, 6–7(3–7), [10–7]